# Корен
Вижте пояснителната страница за други значения на Корен.
Коренът е подземен вегетативен орган, който прикрепва растението към почвата и всмуква вода и минерални соли. Растежът му е неограничен. Характеризира се с някои белези, които го отличават от стъблото: липса на листа, коренова гугла, коренов връх, коренови власинки, форма. Появява се при преминаването от воден към сухоземен начин на живот на растенията. Талусите (водорасли) нямат корен, тъй като цялото тяло е потопено във вода, където има необходимите условия за извършването на процеса фотосинтеза (минерални соли, светлина, въглероден диоксид). При мъховете има кореноподобни части, но все още няма обособен корен. Най-просто устроените растения, които имат такъв орган, са Папратовидните, макар че при тях все още коренът е несъвършен.
На сушата растенията живеят в две среди – почва и атмосфера. Почвата е богата на вода и минерални соли, но бедна на кислород и светлина. Атмосферата е богата на светлина и кислород, но бедна на вода и минерални соли. Тези две среди на живот и самостойното хранене са причината за появата на корена

## Развитие
В индивидуалното си развитие коренът възниква от зародишното коренче в семената. При покълване и поникване, зародишното коренче първо се показва, когато се разкъса обвивката на семето. Усилено расте право надолу към центъра на земята.
- При двусемеделните растения, след оформяне на главния корен, до няколко сантиметра започват да се развиват странични корени. Оформя се осева коренова система. Често пъти страничните корени силно се развиват и се образува клонеста коренова система (характерна за дървесните видове). При други организми силно се развива главният корен, а страничните почти не се развиват – нишковидна коренова система.
- При едносемеделните растения зародишното коренче след известно нарастване спира да расте. От подземните части на стъблото се образуват нови коренчета, които достигат първото и така се образува брадата коренова система. Корените се наричат добавъчни. Те могат да се образуват и от надземната част на стъблото, ако се загърли.

Развитието на корена зависи не само от вида на растението, но и от условията в почвата, а при култивираните растения – и от намесата на човека.

## Устройство
Коренът има няколко зони – коренов връх с коренова гугла, зона на нарастване, зона на власинките, зона на разклоняване (стара част). Тези зони са в съответствие с техните функции.
- Кореновият връх е обвит с коренова гугла, която е изградена от стари клетки с дебели стени, които предпазват кореновия връх от нараняване при придвижването му между почвените частици. Някои от тях се разкъсват и унищожават, но се заменят с нови клетки от образувателната тъкан на кореновия връх. Клетките на кореновия връх са дребни, те не нарастват, а постоянно се делят. Образувателната тъкан дава всички клетки на корена. Кореновата гугла най-силно се развива в растения, чиито корени достигат голяма дълбочина и липсва при водните растения.
- Новообразуваните клетки в кореновия връх изтласкват по-рано образуваните клетки в зоната на нарастване. Тук клетките усилено се уголемяват.
- Зона на власинките – клетките започват да се диференцират (специализират). Някои от тях се превръщат в проводящи цеви, други в основна тъкан, а трети в ризодерма (с тънки стени). От най-външния слой клетки на ризодермата се образуват коренови власинки. Тук първо се появява подутина, която нараства и се удължава. Образува се вакуола. Ядрото се премества в най-външната част, където е най-интензивно всмукването. Този пласт се нарича власинкообразувателен. Кореновите власинки се развиват обратно пропорционално на количеството вода. Тъй като се допират до почвените частици, те са с неправилна форма и често срастват с тях. Тяхната функция е да всмукват вода и разтворени в нея минерални соли. Живеят 10 – 15 дни.
  - Кора (външен цилиндър). Външните два-три слоя клетки на първичната кора поемат защитна функция и се изменят ципите им – вкорковяват и клетките умират. Те са плътно долепени една до друга и образуват екзодерма. Тя предпазва корена от механични повреди, от изсъхване и загниване, докато бъде заменена от същински корк. По устройство екзодермата е много разнообразна. У някои водни и сухоземни растения (коноп, грах) тя изобщо не се образува. Много рано се заражда фелоген (камбий), от който се образува корк. Кората под екзодермата е изградена обикновено от паренхимни клетки с целулозни ципи. Външните са плътно долепени, с многостенна форма, а вътрешните са по-големи, с кръгла форма. Усилената дейност, която извършват, довежда до бързото им изхабяване. Затова при нарастване на корена в горната част на зоната отмират едни клетки и в долната част се образуват нови. Това е приспособление за промяна мястото на всмукване.
- Зона на разклоняване. Ендодермата е съставена от плътно долепени паренхимни клетки. Навътре от нея започва вътрешният цилиндър. Там са разположени проводящите снопчета, които са подредени така – едно дървесно, едно ликово. Разликата между едно- и двусемеделните растения е, че при двусемеделните растения снопчетата са до шест, а при едносемеделните – над шест. При някои растения в средата се образува сърцевина.

### Надебеляване на корена
При всички едносемеделни и някои двусемеделни растения корените остават в първоначалното си устройство. При някои двусемеделни растения става увеличаване на дървесина и лико с помощта на камбий. Пролетно време между дървесните и ликовите цеви основната тъкан започва да се дели и образува камбий. Той се формира във вид на нагъната и зигзаговидна тъкан. От външната му страна се преобразува в лико, а от вътрешната – в дървесина. Между дървесните цеви се оформят радиални прослойки от основна тъкан (сърцевидни лъчи). По тях се извършва обмяната на веществата в радиална посока, там се натрупват резервни храни. Надебеляването на корена става най-усилено близо до стъблото. Годишните пръстени на вторичната дървесина са сравнително тесни и в повечето случаи неясно очертани.

## Видове корени
Развитието на корена обикновено започва от зачатък, който се намира в зародиша на семето и се нарича зародишно коренче. При покълването на семето зародишното коренче пробива семенната обвивка преди стъблото и навлиза в почвата. Според произхода и начина на развитие на корените се различават главен, странични и добавъчни корени. Главният корен се образува от зародишния, когато той се развие силно и проникне вертикално в почвата. В този случай главният корен изглежда като продължение на стъблото. Мястото, където стъблото преминава в корен, се нарича коренова шийка. Главният корен навлиза в почвата отвесно. Той расте бързо и образува разклонения, наречени странични корени. Те растат косо почти хоризонтално, а някои – във всички посоки. Добавъчните корени се образуват до другите органи на растението (стъблото и листата), когато са поставени при подходящи условия. Вегетативното размножаване на растенията с части от стъблото или листата, с луковици, клубени и др. не би било възможно, ако те нямаха свойството да образуват добавъчни корени. Формата на корените е разнообразна. Най-често се срещат цилиндрични, шнуровидни, конусовидни, вретеновидни, кълбовидни и реповидни корени. Повърхността на младите корени е обикновено гладка и белезникаво оцветена. Коренова система е съвкупността от всички корени на едно растение, включително и най-малките разклонения. Тя е 2 основни типа – осева и брадата. При осевата коренова система главният корен е силно развит и значително изпреварва в нарастването си на дължина и дебелина страничните и добавъчни корени. При брадатата коренова система зародишният корен престава да се развива или загива и цялата коренова система се образува от добавъчни корени.
Дълбочината, до която стигат корените на различните растения, е различна. Така коренът на моркова достига до 2 m дълбочина, на паламидата – до 6 m, а на пустинното растение „Камилски трън“ – до 30 m. Дълбочината на кореновата система обикновено превишава височината на надземната част на растенията. Разположението на кореновата система на широчина също значително превишава широчината на надземната част. Обикновено общата повърхност на кореновата система превишава от 5 до 15 пъти общата повърхност на надземната част. Данните за обща дължина на корените също са много показателни. Така например общата дължина на корените на тиквата е около 25 km, а общият всекидневен прираст – средно около 300 m. При пролетната ръж, отгледана в оранжерийни условия, корените са достигали обща дължина над 180 km. Средният денонощен прираст на корените на същото растение бил общо около 5 km.

## Функции
Функциите на корена са:
- Всмукване и провеждане на вода и минерални соли. Водата е необходима за жизнените процеси в клетката. Всмукването на водата зависи от наличието на кислород (О2). Приемането на вода и минерални соли се осъществява заедно, но независимо едно от друго. Количеството на постъпилата вода зависи от всмукателната сила на кореновите власинки, а тя от тургура на клетките (колкото по-наситени на вода са клетките, толкова по-малко всмукват). Всмукването е на принципа на дифузията и осмозата. Зависи от свойствата на живата клетка и условията на околната среда. Водата преминава през тънките клетъчни обвивки и от клетка в клетка навлиза в дървесинните цеви. Изкачването в тях става под всмукващото действие на листата и под влияние на новоприетата вода от кореновите власинки (кореново налягане). Минералните соли за разлика от водата се приемат независимо от количеството им в природата, а в зависимост само от нуждите на растението. Активното придвижване се осъществява от транспортни молекули. Минералните вещества постъпват в корена във вид на йони. Процесът е в тясна правопропорционална зависимост от обмяната на веществата в организма.
- Прикрепване на растението към почвата. Осъществява се чрез силно разклонение и развитие на главния корен.
- Синтезиране на веществата. Коренът има способността да отделя вещества, които разтварят трудноразтворимите минерални соли. В този орган няма механична тъкан (за разлика от стъблото).

## Видоизменени корени
При живите организми се наблюдават биологични закономерности – между устройството и биологичната среда от една страна и от друга – между устройството и функцията. Тези закономерности ясно се виждат при видоизменените корени. Във връзка с презимуването в корените на някои растения се натрупват вещества, необходими за следващата година. Коренът се видоизменя – става месест. Подобни са грудестите корени. Те имат три нови функции: резервна; размножителна; за преживяване на неблагоприятните условия през зимата. При други видове се появяват други функции: при филодендрона – подпорни; при бръшляна – прикрепителни; блатният кипарис образува корени с отрицателен геоцентризъм; орхидеите – въздушни корени. Коренът е много важна част от растението – изпълнява най-различни функции.